# 馬龍尼禮天主教大馬士革總教區
馬龍尼禮天主教大馬士革總教區（拉丁語：Archieparchia Damascena Maronitarum）是敘利亞一個東儀天主教教區（馬龍尼禮）總教區。
1527年成立。2009年有15,000位教友、三個堂區、五位司鐸。現任教區總主教為沙米爾·納塞爾。